# Нашестя тарганів (фільм)
Нашестя тарганів (англ. They Nest) — канадсько-американський фільм жахів режисера Еллорі Елкайем про нашестя тарганів-мутантів. Прем'єра: 25 липня 2000 року (США). Місця зйомок: Ванкувер, Британська Колумбія, Канада. Бюджет: $ 4 000 000 (приблизно). Стрічка отримала нагороду на Gérardmer Film Festival 2001 року в номінації Приз глядацьких симпатій доя режисера Еллорі Елкайем.

## Сюжет
Втомлений від життя та любитель оковитої доктор Бен Кехілл вирішує відпочити на тихому віддаленому острівці біля узбережжя штату Мен, де наживає собі нові неприємності, посварившись з місцевими жителями. Коли на березі виявили труп зі слідами незвичайних укусів, Бен першим обстежує тіло і невдовзі робить висновок, що смерть викликана нападом м'ясоїдних тарганів-мутантів. Однак попередити про небезпеку вороже налаштованих людей виявляється не так-то просто…

## Актори
- Том Калабро — Доктор Бен Кехілл,
- Дін Стоквелл — Шериф Хоббс,
- Джон Севедж — Джек Вальд,
- Крістнн Далтон — Нелл Берлі,
- Том МакБіт — Імон Вальд,
- Марк Шулі — Джонні Скі,
- Тревіс МакДоналд — Енох Пайпер,
- Ґаррі Літтл — Йосія Беан,
- Лі Джей Бамберрі — Гай Бартер,
- Шайна Тіанн Унгер — Сара Бартер (як Шайна Унгер),
- Марсель Мейллард — Аль Крамп,
- Олександр Поллок — Генрі С. Крамп,
- Деб Пікман — Пеггі Крамп,
- Волтер Марш — Вініл,
- Ребекка Тулан — Місіс Берлі.